# Gammalstorps landskommun
Gammalstorps landskommun var en tidigare kommun i Blekinge län.

## Administrativ historik
När 1862 års kommunalförordningar började gälla inrättades över hela landet cirka 2 400 landskommuner, de flesta bestående av en socken. Därutöver fanns 89 städer och 8 köpingar, som då blev egna kommuner. Denna kommun bildades i Gammalstorps socken i Listers härad i Blekinge.
Vid kommunreformen 1952 bildade Gammalstorp storkommun genom sammanläggning med den tidigare kommunen Ysane. Sedan 1971 tillhör området Sölvesborgs kommun.
Kommunkoden 1952–70 var 1019.

### Kyrklig tillhörighet
I kyrkligt hänseende tillhörde kommunen Gammalstorps församling. Den 1 januari 1952 tillkom Ysane församling.

## Geografi
Gammalstorps landskommun omfattade den 1 januari 1952 en areal av 82,38 km², varav 81,80 km² land.

### Tätorter i kommunen 1960
| Tätort           | Folkmängd |
| ---------------- | --------- |
| Norje            | 319       |
| Pukavik, del ava | 131       |

Tätortsgraden i kommunen var den 1 november 1960 16,9 procent.

## Politik

### Mandatfördelning i valen 1938–1966
| 12 | 3 | 4 | 6 |

| 25 |

| 9 | 2 | 4 | 5 |

| 20 |

| 8 | 3 | 5 | 4 |

| 20 |

| 16 | 6 | 8 | 5 |

| 32 |

| 16 | 5 | 8 | 6 |

| 32 |

| 15 | 6 | 7 | 7 |

| 31 |

| 16 | 7 | 7 | 5 |

| 30 | 5 |

| 15 | 8 | 7 | 5 |

| 29 | 6 |